# Irski građanski rat
Irski građanski rat (engleski:Irish Civil War irski: Cogadh Cathartha na hÉireann) naziv je za sukob koji je trajao od lipnja 1922. do travnja 1923. godine. U tom ratu sukobili su se pristaše Anglo-irskog sporazuma predvođeni Arthurom Griffithom i Michaelom Collinsom s protivnicima Sporazuma predvođenim Eamonom de Valerom. 